# Dolmen Fals de Can Maimó
El Dolmen Fals de Can Maimó es troba al Parc de la Serralada Litoral, concretament a Vilanova del Vallès (el Vallès Oriental).

## Descripció
Com el seu nom indica, es tracta d'una imitació moderna d'un dolmen. Segons el personal de Can Maimó, durant l'arranjament dels terrenys per a la pràctica del golf es van retirar algunes pedres que feien nosa. A manca d'una altra utilitat, les varen col·locar simulant un dolmen, que resta plantat a la vora d'un dels greens.

## Accés
És a Vilanova del Vallès: dins dels camps de joc del Pitch & Put de Can Maimó, a la part alta de la banda de la masia.